# 岩尾万太郎
岩尾 万太郎 （いわお まんたろう、1966年1月22日 - ）は、日本の俳優、声優。東京俳優生活協同組合所属。

## 略歴
大分県出身。1986年に俳協演劇研究所に14期生として入所すると共に、劇団冒険団旗揚げに参加する。1990年に劇団東京壱組に入り、1995年にキングモンキーⅢ世旗揚げとなり、2001年より東京俳優生活協同組合に所属。

## 人物
声種はハイバリトン。方言は大分弁。
趣味は映画鑑賞・音楽鑑賞・パチスロ。特技は剣道（初段）、書道、ドラム、サックス。
資格は自動中型二輪免許。

## 出演
太字はメインキャラクター。

### テレビドラマ
- 愛なんていらねえよ、夏（倉本）
- 一攫千金夢家族2
- 神の舌を持つ男（高木雄三）
- 疑惑の家族
- さわやか3組
- CAとお呼びっ!
- 下北サンデーズ（黒沼）
- Stand Up!!
- SPEC〜警視庁公安部公安第五課 未詳事件特別対策係事件簿〜
- 世界の中心で、愛をさけぶ
- 中学生日記
- TRICK（加藤）
- ハンドク!!!（麻酔医）
- ブラック・ジャックIII（乾）
- 緑川警部 VS 33分の勇気
- 四谷くんと大塚くん/天才少年探偵登場の巻（TVレポーター）
- 流転の王妃・最後の皇弟
- 新宿野戦病院 第8話（2024年8月21日、フジテレビ） - オープニングナレーション 役

### 映画
- EGG
- 20世紀少年（SAT隊長）
- YKK論争 永遠の“誤解”

### テレビアニメ
1998年
- ビーストウォーズII 超生命体トランスフォーマー（1998年 - 1999年、スカイワープ）
- こちら葛飾区亀有公園前派出所（ゴッシャー・サマコスフキー）

2004年
- R.O.D -THE TV-（編集B）
- SDガンダムフォース（グラップラーグフ）
- ガングレイヴ（男）
- 北へ。〜Diamond Dust Drops〜（警備員A）
- 攻殻機動隊 S.A.C. 2nd GIG（試験生）
- 火の鳥（レオナの父、職員）
- 双恋（望の父）
- BECK（本堂先生）
- 忘却の旋律（副工場長）
- 舞-HiME（船長）

2005年
- AIR（法師）
- 英國戀物語エマ（2005年 - 2007年、ジェフ） - 2シリーズ
- かみちゅ!（三枝光雲）
- ガラスの仮面（ビョルソン男爵役）
- 交響詩篇エウレカセブン（医師）
- ふたつのスピカ（中沢）

2006年
- 桜蘭高校ホスト部（角松）
- CLUSTER EDGE（警備兵）
- 攻殻機動隊 STAND ALONE COMPLEX Solid State Society（ラジ・プート）
- 舞-乙HiME（シャルル王）

2009年
- あたしンち（川柳さん）
- 黒神 The Animation（坪田）
- ケロロ軍曹（スピリッツ）
- 東のエデン（森美良介）

2010年
- おおきく振りかぶって 〜夏の大会編〜（接骨医）
- 学園黙示録 HIGHSCHOOL OF THE DEAD（議長）

2011年
- 名探偵コナン（小山内典男）

2012年
- CØDE:BREAKER（教師）

2015年
- 新あたしンち（2015年 - 2016年、ヒロシ〈父の友人〉）

2020年
- エッグカー（アリの大臣、ニト）

### 劇場アニメ
- ビーストウォーズII 超生命体トランスフォーマー ライオコンボイ危機一髪（1998年、スカイワープ）
- 白いファンタジア（2007年、大原聡）
- テイルズ オブ ヴェスペリア 〜The Fist Strike〜（2009年、ギルド達）
- 東のエデン 劇場版II Paradise Lost（2010年、森美良介）

### ゲーム
- 新宿の狼（2009年、三上英二）

### 吹き替え

#### 洋画
- ハットしてキャット
- ブッシュ（ジョージ・W・ブッシュ〈ジョシュ・ブローリン〉）
- U-571 ※2004年テレビ朝日版

#### テレビドラマ
- 流星花園（牧野パパ〈トン・チーチェン〉）

#### テレビ番組
- セサミストリート（スナッフィー、フーツ、二つの頭のモンスター）※テレビ東京版、DVD版
  - エルモのクリスマス ※DVD版
  - エルモズワールド

#### アニメ
- スパイダーマン（ネッド・リーズ）

### 特撮
- スーパー戦隊シリーズ
  - 爆竜戦隊アバレンジャー（2003年、ムカデンパンジー〈本体、ダミー〉の声）
  - 特捜戦隊デカレンジャー（2004年、ベートニンの声）

### ナレーション
- ACジャパン「はっけよいエコライフ」ナレーション（2006年）
- JNNふるさと紀行 『食べて、巡って、仏都・会津 ねがい旅〜よみがえる慧日寺・薬師如来像〜』
- シネマ☆チョップ!（東映チャンネル）
- 地元産品で、ふる里パワーUP!〜新感覚で勝負!福島市・6次化の挑戦者たち〜
- 世界面白スポーツ再発見
- ふくしまSHINISEツアー〜伝統の技・味・心にふれる〜
- U字工事の行ってみっかな!福島市
- 笑う犬の情熱
- わんニャン倶楽部 動物と楽しく暮らそう!

### 舞台
- かわらナデシコ野石竹
- Starting Over（キングモンキーⅢ世）
- ときしらず　その自由の矢
- 夜明け前のモンキーショー
- 汚れちまった悲しみに
- 理由なき反抗
- ロストタイム・ロストマイセルフ